# Djerokai
Djerokai (en rus: Джерокай) és un poble (un aül) de la república d'Adiguèsia, a Rússia, que el 2022 tenia 1.107 habitants. Pertany al districte de Khakurinokhabl.